# عوين الاسفل (الصومعة)

تعديل مصدري - تعديل

عوين الاسفل هي إحدى قرى عزلة عوين بمديرية الصومعة التابعة لمحافظة البيضاء، بلغ تعداد سكانها 3584 نسمة حسب تعداد اليمن لعام 2004.